# Marcos Parente
Marcos Parente es un municipio brasileño del estado del Piauí. Se localiza a una latitud 07º07'14" sur y a una longitud 43º53'40" oeste, estando a una altitud de 274 metros. Se encuentra en la microrregión de Bertolínia, mesorregión del Sudoeste Piauiense. Su población estimada en 2004 era de 4 430 habitantes.
Posee un área de 750,33 km². Fue creado en 1962 por la desintegración del municipio de Guadalupe y bautizado en homenaje a la memoria del político Marcos Pariente.